# David Sanderson
David Sanderson (* 29. Juni 1960 in Northridge, Kalifornien; † 6. Juni 2024 in Las Vegas) war ein US-amerikanischer Kameramann und Drehbuchautor.
Sanderson begann 1978 mit 18 Jahren beim Film Convoy als Produktionsassistent.

## Filmographie (Auswahl)

### Kameramann
- 1979: Wenn der Klempner kommt
- 2001: Die Kumpel
- 2001: Sommer und Bolten: Gute Ärzte, keine Engel
- 1999–2002: Schlosshotel Orth
- 2002: Liebe darf alles
- 2002: Der Duft des Geldes
- 2004: Das unbezähmbare Herz
- 2004: Da wo die Heimat ist
- 2004: Mit deinen Augen
- 2004: Da wo die Herzen schlagen
- 2006: Der Traum ihres Lebens
- 2006: Da wo das Glück beginnt
- 2006: Eine Liebe am Gardasee
- 2008: Die Zeit, die man Leben nennt
- 2008: Sordid Livers: The Series
- 2010: Hepzibah – Sie holt dich im Schlaf
- 2010: Heimat zu verkaufen
- 2010: Das Glück dieser Erde
- 2012: Blues for Willadean
- 2014: Zodiac – Die Zeichen der Apokalypse
- 2008–2021: SOKO Donau

### Abteilung Kamera und Elektrik
- 1986–1988: Dallas
- 1987: Guilty of Innocence: The Lenell Geter Story
- 1987: RoboCop
- 1988: Zelly and Me
- 1988: Paramedics – Die Chaoten von der Ambulanz
- 1988: Pancho Barnes – Ein Leben für’s Fliegen
- 1989: Der Ruf des Adlers
- 1989: Skandal in Cold Sassy
- 1990: Der mit dem Wolf tanzt
- 1992: Der letzte Mohikaner
- 1998: Enter the Hitman
- 1996–1998: Walker, Texas Ranger
- 2002: McCord – The President’s Man II

### Drehbuchautor
- 2014: Eissturm aus dem All (Icetastrophe)
- 2014: Zodiac – Zeichen der Apokalypse